# Alyxia marginata
Alyxia marginata är en oleanderväxtart som beskrevs av Pitard. Alyxia marginata ingår i släktet Alyxia och familjen oleanderväxter. Inga underarter finns listade i Catalogue of Life.